# 글로스터셔 대학교
글로스터셔 대학교(University of Gloucestershire)는 잉글랜드 글로스터셔주에 위치한 공립 대학이다. 첼트넘에 2곳, 글로스터에 1곳의 캠퍼스, 즉 총 3개의 캠퍼스가 위치해 있으며 그 이름은 프랜시스 클로즈 홀, 더 파크, 옥스털스, 더 센터 오브 아트 앤드 포토그래피이다. 2021년 3월, 이 대학은 글로세스터 시티 센터의 구 Debenhams 스토어를 인수하면서 새로운 캠퍼스를 2023년 이곳에 열었다.